# Seznam medailistek na mistrovství světa v biatlonu – štafeta žen
Seznam medailistek na mistrovství světa v biatlonu ze štafet žen představuje chronologický přehled stupňů vítězů ve štafetách žen na 4 x 6 km na mistrovství světa konaného pravidelně od roku 1984 s výjimkou olympijských ročníků.
- Mezi roky 1984 až 1988 3 x 5 km.
- Mezi roky 1989 až 1991 3 x 7,5 km.
- Mezi roky 1993 až 2001 4 x 7,5 km.
- Od roku 2003 4 × 6 km.

| Rok  | Dějiště              | Zlato | Stříbro | Bronz                                                                                         |
| ---- | -------------------- | --- | --- | --------------------------------------------------------------------------------------------- |
| 1984 | Chamonix             | Sovětský svaz Veněra Černyšová Ljudmila Zabolotná Kaija Parve                                               | Norsko Sanna Grønlidová Gry Østviková Siv Bråtenová                                                            | USA Holly Beatieová Julie Newmanová Kari Swensonová                                           |
| 1985 | Egg am Etzel         | Sovětský svaz Veněra Černyšová Jelena Golovinová Kaija Parve                                                | Norsko Sanna Grønlidová Gry Østviková Siv Bråtenová                                                            | Finsko Pirjo Matillaová Tuija Vuoksialová Teja Nieminenová                                    |
| 1986 | Falun                | Sovětský svaz Kaija Parve Naděžda Bělovová Veněra Černyšová                                                 | Švédsko Eva Korpelaová Inger Björkbomová Sabine Karlssonová                                                    | Norsko Sanna Grønlidová Siv Bråtenová Anne Elvebakková                                        |
| 1987 | Lahti                | Sovětský svaz Jelena Golovinová Veněra Černyšová Kaija Parve                                                | Švédsko Inger Björkbomová Mia Stadigová Eva Korpelaová                                                         | Norsko Anne Elvebakková Sanna Grønlidová Siv Bråtenová                                        |
| 1988 | Chamonix             | Sovětský svaz Veněra Černyšová Jelena Golovinová Kaija Parve                                                | Norsko Elin Kristiansenová Anne Elvebakková Mona Bollerudová                                                   | Švédsko Eva Korpelaová Inger Björkbomová Mia Stadigová                                        |
| 1989 | Feistritz            | Sovětský svaz Natalja Prikazčikovová Světlana Davidovová Jelena Golovinová                                  | Bulharsko Zvetanka Krasteva Maria Manolova Nadezda Aleksieva                                                   | Československo Eva Burešová Renata Novotná Jiřina Adamičková                                  |
| 1990 | Oslo                 | Sovětský svaz Jelena Bacevičová Jelena Golovinová Světlana Davidovová                                       | Norsko Grete Ingeborg Nykkelmová Anne Elvebakk Elin Kristiansen                                                | Finsko Tuija Vuoksialo Seija Hyytiäinen Pirjo Matila                                          |
| 1991 | Lahti                | Sovětský svaz Jelena Bělovová Jelena Golovinová Světlana Davidovová                                         | Norsko Grete Ingeborg Nykkelmová Anne Elvebakk Elin Kristiansen                                                | Německo Uschi Dislová Kerstin Möring Antje Miserskyová                                        |
| 1993 | Borowec              | Česko Jana Kulhavá Jiřina Adamičková Iveta Knížková Eva Háková                                              | Francie Corinne Niogret Véronique Claudel Delphyne Heymann Anne Briand                                         | Rusko Světlana Paniutinová Naděžda Talanovová Olga Simušinová Jelena Bělovová                 |
| 1995 | Anterselva           | Německo Uschi Dislová Antje Harveyová Simone Greinerová-Petterová-Memmová Petra Behleová                    | Francie Corinne Niogret Véronique Claudel Florence Baverelová-Robertová Anne Briand                            | Norsko Ann-Elen Skjelbreid Hildegunn Fossen Annette Sikveland Gunn Margit Andreassen          |
| 1996 | Ruhpolding           | Německo Uschi Dislová Simone Greinerová-Petterová-Memmová Katrin Apelová Petra Behleová                     | Francie Corinne Niogret Florence Baverelová-Robertová Emmanuelle Claret Anne Briand                            | Ukrajina Tetiana Vodopjanovová Valentina Cerbe Olena Petrovová Olena Zubrilovová              |
| 1997 | Brezno-Osrblie       | Německo Uschi Dislová Simone Greinerová-Petterová-Memmová Katrin Apelová Petra Behleová                     | Norsko Ann-Elen Skjelbreid Annette Sikveland Liv Grete Skjelbreidová Gunn Margit Andreassen                    | Rusko Olga Mělníková Galina Kuklevová Naděžda Talanovová Olga Romasko                         |
| 1999 | Kontiolahti          | Německo Uschi Dislová Simone Greinerová-Petterová-Memmová Katrin Apelová Martina Zellnerová                 | Rusko Naděžda Talanovová Galina Kuklevová Olga Romasko Albina Achatovová                                       | Francie Delphyne Heymann-Burlet Florence Baverelová-Robertová Christelle Gros Corinne Niogret |
| 2000 | Oslo                 | Rusko Olga Medvedcevová Světlana Černousovová Galina Kuklevová Albina Achatovová                            | Německo Uschi Dislová Katrin Apelová Andrea Henkelová Martina Zellnerová                                       | Ukrajina Olena Zubrilovová Olena Petrovová Nina Lemešová Tetiana Vodopjanovová                |
| 2001 | Pokljuka             | Rusko Olga Medvedcevová Anna Bogalijová Galina Kuklevová Světlana Išmuratovová                              | Německo Uschi Dislová Katrin Apelová Andrea Henkelová Kati Wilhelmová                                          | Ukrajina Olena Zubrilovová Olena Petrovová Nina Lemešová Tetiana Vodopjanovová                |
| 2003 | Chanty-Mansijsk      | Rusko Albina Achatovová Světlana Išmuratovová Galina Kuklevová Světlana Černousovová                        | Ukrajina Oxana Chvostěnková Iryna Merkušinová Oxana Jakovlevová Olena Petrovová                                | Německo Simone Denkinger Uschi Dislová Kati Wilhelmová Martina Glagowová                      |
| 2004 | Oberhof              | Norsko Linda Grubbenová Gro Marit Istadová-Kristiansenová Gunn Margit Andreassenová Liv Grete Skjelbreidová | Rusko Olga Pylovová Světlana Išmuratovová Anna Bogali Albina Achatovová                                        | Německo Martina Glagowová Katrin Apelová Simone Denkinger Kati Wilhelmová                     |
| 2005 | Hochfilzen           | Rusko Olga Medvedcevová Světlana Išmuratovová Anna Bogalijová-Titoviecová Olga Zajcevová                    | Německo Uschi Dislová Katrin Apelová Andrea Henkelová Kati Wilhelmová                                          | Bělorusko Jekatěrina Ivanovová Olga Nazarovová Ludmila Ananková Olena Zubrilovová             |
| 2007 | Anterselva           | Německo Martina Glagowová Andrea Henkelová Magdalena Neunerová Kati Wilhelmová                              | Francie Delphine Perettová Florence Baverelová-Robertová Sylvie Becaertová Sandrine Baillyová                  | Norsko Linda Grubben Tora Bergerová Ann Kristin Flatlandová Jori Mørkve                       |
| 2008 | Östersund            | Německo Martina Glagowová Andrea Henkelová Magdalena Neunerová Kati Wilhelmová                              | Ukrajina Oxana Jakovlevová Vita Semerenková Valentyna Semerenková Oxana Chvostěnková                           | Francie Delphine Perettová Marie-Laure Brunetová Sylvie Becaertová Sandrine Baillyová         |
| 2009 | Pchjongčchang        | Rusko Světlana Slepcovová Anna Bulyginová Olga Medvedcevová Olga Zajcevová                                  | Německo Martina Becková Magdalena Neunerová Andrea Henkelová Kati Wilhelmová                                   | Francie Marie-Laure Brunetová Sylvie Becaertová Marie Dorinová Sandrine Baillyová             |
| 2011 | Chanty-Mansijsk      | Německo Andrea Henkelová Miriam Gössnerová Tina Bachmannová Magdalena Neunerová                             | Francie Anaïs Bescondová Marie-Laure Brunetová Sophie Boilleyová Marie Dorinová                                | Bělorusko Valentyna Semerenková Vita Semerenková Olena Pidhrušná Tora Oksana Chvostenková     |
| 2012 | Ruhpolding           | Německo Tina Bachmannová Magdalena Neunerová Miriam Gössnerová Andrea Henkelová                             | Francie Marie-Laure Brunetová Sophie Boilleyová Anaïs Bescondová Marie Dorinová Habertová                      | Norsko Fanny Welle-Strand Hornová Elise Ringenová Synnøve Solemdalová Tora Bergerová          |
| 2013 | Nové Město na Moravě | Norsko Hilde Fenneová Ann Kristin Flatlandová Synnøve Solemdalová Tora Bergerová                            | Ukrajina Julija Džymová Vita Semerenková Valentyna Semerenková Olena Pidhrušná                                 | Itálie Dorothea Wiererová Nicole Gontierová Michela Ponzaová Karin Oberhoferová               |
| 2015 | Kontiolahti          | Německo Franziska Hildebrandová Franziska Preussová Vanessa Hinzová Laura Dahlmeierová                      | Francie Anaïs Bescondová Enora Latuillièreová Justine Braisazová Marie Dorinová Habertová                      | Itálie Lisa Vittozziová Karin Oberhoferová Nicole Gontierová Dorothea Wiererová               |
| 2016 | Oslo                 | Norsko Synnøve Solemdalová Fanny Hornová Birkelandová Tiril Eckhoffová Marte Olsbuová                       | Francie Justine Braisazová Anaïs Bescondová Anaïs Chevalierová Marie Dorinová Habertová                        | Německo Franziska Preussová Franziska Hildebrandová Maren Hammerschmidtová Laura Dahlmeierová |
| 2017 | Hochfilzen           | Německo Vanessa Hinzová Maren Hammerschmidtová Franziska Hildebrandová Laura Dahlmeierová                   | Ukrajina Iryna Varvynecová Julija Džymová Anastasija Merkušinová Olena Pidhrušná                               | Francie Anaïs Chevalierová Celia Aymonierová Justine Braisazová Marie Dorinová Habertová      |
| 2019 | Östersund            | Norsko Synnøve Solemdalová Ingrid Landmark Tandrevoldová Tiril Eckhoffová Marte Olsbuová                    | Švédsko Linn Perssonová Mona Brorssonová Anna Magnussonová Hanna Öbergová                                      | Ukrajina Anastasija Merkušinová Vita Semerenková Julija Džymová Valentyna Semerenková         |
| 2020 | Anterselva           | Norsko Synnøve Solemdalová Ingrid Landmark Tandrevoldová Tiril Eckhoffová Marte Olsbuová                    | Německo Karolin Horchlerová Vanessa Hinzová Franziska Preussová Denise Herrmannová                             | Ukrajina Anastasija Merkušinová Julija Džymová Vita Semerenková Olena Pidhrušná               |
| 2021 | Pokljuka             | Norsko Ingrid Landmark Tandrevoldová Tiril Eckhoffová Ida Lienová Marte Olsbuová Røiselandová               | Německo Vanessa Hinzová Janina Hettichová Denise Herrmannová Franziska Preussová                               | Ukrajina Anastasija Merkušinová Julija Džymová Darja Blašková Olena Pidhrušná                 |
| 2023 | Oberhof              | Itálie Samuela Comolová Dorothea Wiererová Hannah Auchentallerová Lisa Vittozziová                          | Německo Vanessa Voigtová Hanna Kebingerová Sophia Schneiderová Denise Herrmannová-Wicková                      | Švédsko Linn Perssonová Anna Magnussonová Elvira Öbergová Hanna Öbergová                      |
| 2024 | Nové Město na Moravě | Francie Lou Jeanmonnotová Sophie Chauveauová Justine Braisazová-Bouchetová Julia Simonová                   | Švédsko Anna Magnussonová Linn Perssonová Hanna Öbergová Elvira Öbergová                                       | Německo Janina Hettichová-Walzová Selina Grotianová Vanessa Voigtová Sophia Schneiderová      |
| 2025 | Lenzerheide          | Francie Lou Jeanmonnotová Océane Michelonová Justine Braisazová-Bouchetová Julia Simonová                   | Norsko Karoline Offigstad Knottenová Ingrid Landmark Tandrevoldová Ragnhild Femsteineviková Maren Kirkeeideová | Švédsko Anna Magnussonová Ella Halvarssonová Hanna Öbergová Elvira Öbergová                   |
| 2027 | Otepää               | | |                                                                                               |

1. 1 2 3  Florence Baverelová-Robertová si vzala za manžela Juliena Roberta v roce 2001
2. 1 2 3 4  Olena Zubrilovová reprezentuje Bělorusko od roku 2002
3. 1 2  Liv Grete Skjelbreidová si vzala za manžela Raphaëla Poirée v roce 2000
4. 1 2 3 4 5  Martina Glagowová si vzala za manžela Günthera Becka v roce 2008
5. 1 2  Olga Pylovová si vzala za manžela Valerija Medvedceva, od roku 2008 startuje pod jménem muže
6. ↑  Linda Tjørhom si vzala za manžela trenéra biatlonu Rogera Grubbena v roce 2006
7. 1 2 3 4 5  Marie Dorinová si vzala za manžela Lois Haberta v roce 2011